# Jean-Baptiste Bourlier
Pour les articles homonymes, voir Bourlier.
Jean-Baptiste Bourlier, né à Dijon le 1er février 1731, mort à Évreux le 30 octobre 1821, est un ecclésiastique et homme politique français.

## Biographie
Il naît à Dijon le 1er février 1731 dans une famille peu aisée. Il est baptisé dans l'église Saint-Philibert de Dijon le 2 février 1731 fils de Jean Bourlier et de Catherine Bontemps (il a eu pour parrain Jean-Baptiste Bourlier marchand tonnelier à Dijon et pour marraine Lazare Mongeot épouse de Pierre Levêque laboureur).
Il fait des études ecclésiastiques chez les Robertins, succursale presque gratuite dépendante du séminaire de Saint-Sulpice, et fréquente grâce à l'amabilité de son caractère, les meilleurs esprits de son temps.
Il perd à la Révolution le bénéfice dont il est pourvu, mais n'en reste pas moins fidèle aux idées nouvelles. Il prête le serment à la constitution civile du clergé.
Nommé en vertu du Concordat évêque d'Évreux 3 floréal an X (23 avril 1802), il est décoré de la Légion d'honneur le 16 messidor an XII (5 juillet 1804), et chargé par l'empereur de plusieurs missions de confiance auprès du pape Pie VII, prisonnier à Fontainebleau.
En mai 1806, il est appelé à présider le collège électoral de l'Eure et est choisi comme candidat par ce collège au Corps législatif en novembre suivant. Le Sénat conservateur le fait député de l'Eure le 18 février 1807.
Créé baron de l'Empire le 28 janvier 1809, il voit son mandat de député renouvelé le 6 janvier 1813.
Il est appelé le 5 avril suivant au Sénat conservateur.
L'impératrice Joséphine s'étant retirée après son divorce à Navarre, près d'Évreux, Bourlier est chargé de distribuer ses aumônes.
Son adhésion à la Restauration lui vaut le 14 juin 1814 de devenir pair de France. Comme il n'accepte aucune fonction aux Cent-Jours, la Seconde Restauration le maintient à la Chambre des pairs en août 1815.
Il meurt à Évreux le 30 octobre 1821 à 7 h 45 du matin au palais épiscopal, et est inhumé à la cathédrale Notre-Dame d'Evreux.

## Titres
- Baron Bourlier et de l'Empire (lettres patentes du 28 janvier 1809, Paris[3]) ;
- Comte Bourlier et de l'Empire (lettres patentes du 14 août 1813, Saint-Cloud[3]) ;
- Pair de France[4] :
  - Ordonnance du 4 juin 1814 ;
  - Confirmation de pairie par l'ordonnance du 4 août 1817 ;
  - Titre de comte-pair par l'ordonnance du 31 août 1817.

## Distinctions
- Officier de la Légion d'honneur (25 janvier 1813)[5]

## Armoiries
| Figure | Blasonnement |
|        | Armes du baron Bourlier de l'Empire Parti : au premier d'azur à la madone d'or soutenue d'un croissant d'argent et surmonté de deux étoiles de même ; le deuxième coupé de gueules au signe des barons évêques et d'azur à la bande échiquetée d'or et de gueules chargée d'un lys arraché d'argent. - Livrées : les couleurs de l'écu.                       |
|        | Armes du comte Bourlier et de l'Empire Parti au premier d'azur à la madone d'or surmontée de deux étoiles d'argent et soutenue d'un croissant du même, au deuxième d'azur à la bande échiquetée d'or et de gueules, chargée d'un lys arraché d'argent : franc-quartier des comtes sénateurs brochant au neuvième de l'écu. - Livrées : les couleurs de l'écu. |
|        | Armes de Jean-Baptiste Bourlier, évêque d'Évreux et pair de France Parti, au I d'azur à la Sainte Vierge d'or, surmontée d'un croissant et de deux étoiles d'argent; au II, d'azur à la bande échiquetée d'or et de gueules chargée d'un lis d'argent. |

## Sources
- « Bourlier (Jean-Baptiste, comte) », dans Adolphe Robert et Gaston Cougny, Dictionnaire des parlementaires français, Edgar Bourloton, 1889-1891 [détail de l’édition]
- Son éloge funèbre à la Chambre des Pairs, par Talleyrand ;
- « BB/29/974 page 183. », Titre de baron accordé à Jean-Baptiste Bourlier. Paris (28 janvier 1809)., sur chan.archivesnationales.culture.gouv.fr, Centre historique des Archives nationales (France) (consulté le 4 juin 2011) ;
- « BB/29/974 page 250. », Titre de comte accordé à Jean-Baptiste Bourlier. Saint-Cloud (14 août 1813)., sur chan.archivesnationales.culture.gouv.fr, Centre historique des Archives nationales (France) (consulté le 4 juin 2011) ;